# Teofane (nome)
Teofane  è un nome proprio di persona italiano maschile e femminile.

## Varianti
- Maschili: Teofanio[1]
  - Ipocoristici: Teo
- Femminili: Teofano[2], Teofania[1]

### Varianti in altre lingue
- Albanese: Teofan, Theofan
- Catalano: Teòfanes
- Francese: Théophane
- Greco antico: Θεοφάνης (Theophanes)[3]
  - Femminili: Θεοφανία (Theophania)[3]
- Inglese medievale
  - Femminili: Tiffany[4]

- Latino: Theophanes[1], Theophanius[1]
  - Femminili: Theophania[1]
- Polacco: Teofan
- Russo: Феофан (Feofan)[3]
- Serbo: Теофан (Teofan)
- Spagnolo: Teófanes
- Ucraino: Феофан (Feofan)

## Origine e diffusione
Deriva dal greco antico Θεοφάνης?, Theophànēs, a sua volta da θεός, theos ("Dio") e φαίνω, phainō ("appaio, ho l'aspetto"); significa quindi "manifestazione di Dio" (anticamente, il termine Teofania era usato come sinonimo di Epifania), ma viene interpretato anche come "colui a cui Dio appare".
Il nome appare nella mitologia greca, dove Teofane (in questo caso, però, una donna) è la fanciulla dalla cui unione con Poseidone nacque il Crisomallo.

## Onomastico
L'onomastico ricorre si può festeggiare in memoria di diversi santi fra cui, nei giorni seguenti:
- 10 gennaio, san Teofane il Recluso, vescovo di Tambov e di Vladimir[6]
- 2 febbraio, san Théophane Vénard, sacerdote e martire ad Hanoi[6]
- 12 marzo (25 marzo per gli ortodossi), san Teofane Confessore, o "il Cronografo", martire in Bitinia sotto Leone V l'Armeno[6][7]
- 16 dicembre, santa Teofano, imperatrice e taumaturga, venerata dalle Chiese orientali[6]
- 27 dicembre, san Teofane, detto "grapto", sacerdote e monaco, e poi arcivescovo di Nicea, ricordato con il fratello san Teodoro[2][6][8]

## Persone

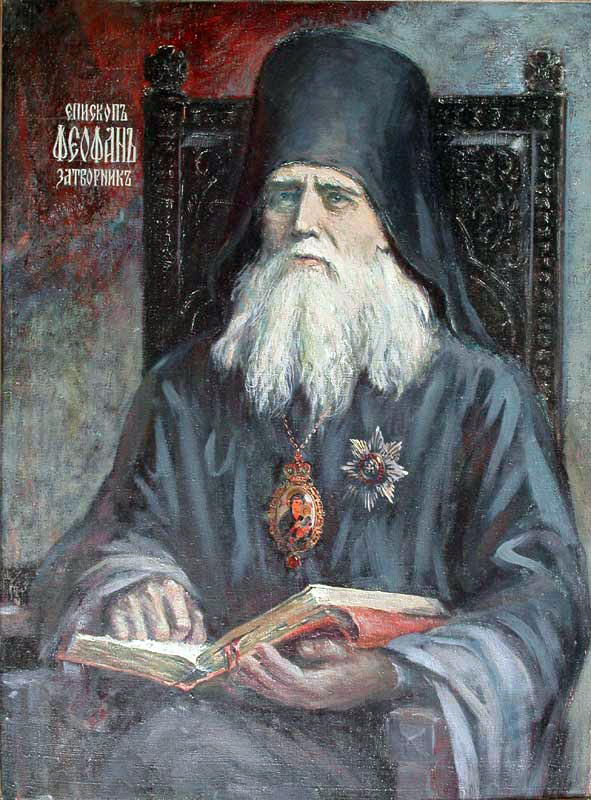
Teofane il Recluso

- Teofane Confessore, storico e santo bizantino
- Teofane di Creta, pittore greco
- Teofane il Greco, pittore bizantino
- Teofane il Recluso, monaco e santo russo

### Varianti maschili
- Theofanis Gekas, calciatore greco
- Théophane Vénard, sacerdote e santo francese

### Variante femminile Teofano
- Teofano (moglie di Romano II), imperatrice bizantina
- Teofano (moglie di Leone VI il Saggio), imperatrice e santa bizantina
- Teofano Scleraina, imperatrice del Sacro Romano Impero